# 라카이구

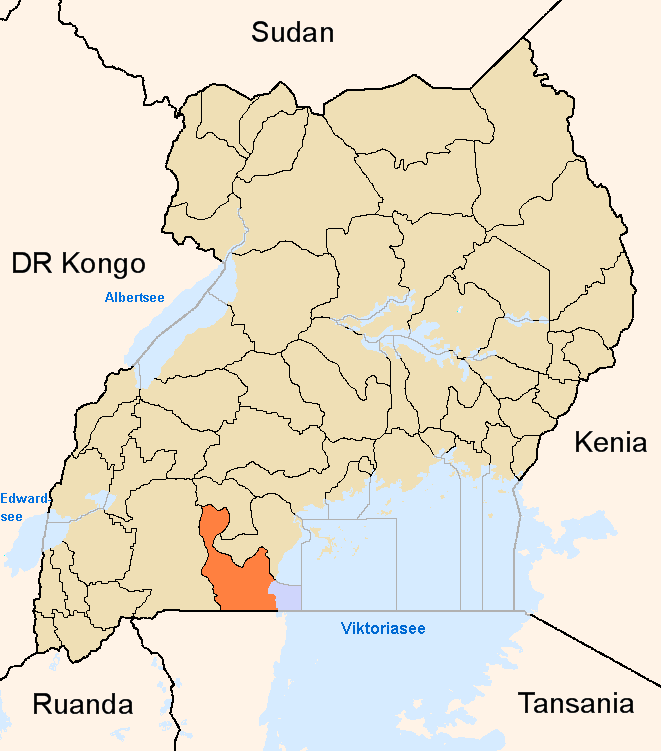
라카이 구의 위치

라카이구(Rakai)는 우간다 남부에 위치한 구로, 행정 중심지는 라카이이며 인구는 404,326명(2002년 인구 조사 기준)이다. 동쪽으로는 빅토리아호와 맞닿아 있다.
행정 구역상으로는 중부 주에 속하며 4개 군(카불라 군, 카쿠토 군, 코키 군, 키오테라 군)을 관할한다. 동쪽으로는 칼랑갈라 구, 북쪽으로는 마사카 구, 서쪽으로는 키루후라 구와 이싱기로 구, 남쪽으로는 탄자니아 카게라 주와 접한다.